# Loxostege comptalis
Loxostege comptalis là một loài bướm đêm trong họ Crambidae.